# 丝菌属
丝菌属（学名：Filariomyces）是虫囊菌科的一属。

## 下属物种
本属包括以下物种：
- 丝菌 Filariomyces forficulae Shanor